# Мехди Карсела Гонзалес
Мехди Франсоа Карсела Гонзалес (арап. ‎‎المهدي كارسيلا‎; фр. Mehdi François Carcela-González; Лијеж, 1. јул 1989) професионални је мароканско-белгијски фудбалер који примарно игра у средини терена на позицији десног крила.

## Клупска каријера
Мехди Карсела Гонзалес је рођен у Белгији, у граду Лијежу, у породици шпанско-мароканског порекла. Фудбал је почео да тренира као петогодишњак у родном граду, у фудбалској академији екипе Стандарда. Професионални деби у дресу Стандарда имао је као деветнаестогодишњи младић. Већ током прве професионалне сезоне са Стандардом осваја титулу првака Белгије. 
Након три сезоне у Белгији, у августу 2011. прелази у руски Анжи са којим потписује четворогодишњи уговор вредан 5,75 милиона евра. Како због учесталих повреда није успео да одигра запаженију улогу у тиму из главног града Дагестана, након две сезоне се враћа у матични Стандард. У наредном периоду не успева да се избори за место у клубу, те често мења средине, па тако игра и за португалску Бенфику, шпанску Гранаду и грчки Олимпијакос.
На послетку у јулу 2018. поново потписује уговор са Стандардом вредан око 2,5 милиона евра. 

## Репрезентативна каријера
Мехди је играо за све млађе репрезентативне селеције Белгије, а за сениорску репрезентацију Белгије дебитује у пријатељској утакмици против Катара играној 17. новембра 2009. године. Иако је четири месеца касније одиграо још једну утакмицу за Белгију, овај пут против Хрватске, у децембру 2010. одлучује се да промени спортско држављанство и да убудуће наступа за Мароко, земљу чији је такође држављанин. 
За сениорску репрезентацију Марока дебитовао је 9. фебруара 2011. у пријатељској утакмици са селекцијом Нигера. Прво велико такмичење на ком је наступио био је Афрички куп нација 2012. где је одиграо две утакмице у групној фази турнира. Играо је на Афричком купу нација 2017. у Габону. Први погодак за репрезентацију постигао је 11. октобра 2016. на пријатељској утакмици са Канадом.
Селектор Ерве Ренар уврстио га је на списак играча за Светско првенство 2018. у Русији, где је одиграо тек 15 минута утакмице групе Б против селекције Португалије.

### Голови за репрезентацију
| №  | Датум             | Место   | Ривал  | Голови | Резултат | Такмичење            |
| -- | ----------------- | ------- | ------ | ------ | -------- | -------------------- |
| 1. | 11. октобар 2016. | Маракеш | Канада | 1:0    | 4:0      | Пријатељска утакмица |

## Успеси и признања
ФК Стандард Лијеж
- Првенство Белгије (1): 2008/09.
- Белгијски куп (2): 2010/11, 2017/18.

 ФК Бенфика
- Првенство Португалије (1): 2015/16.
- Португалски лига куп (1): 2015/16.